# كريس وولف (مصارعة محترفة)
كريس وولف (بالإنجليزية: Kris Wolf)‏ هي مصارعة محترفة أمريكية، ولدت في 12 أغسطس 1984 في شيكاغو في الولايات المتحدة.

## وصلات خارجية
- كريس وولف على موقع CageMatch worker (الإنجليزية)
- كريس وولف على موقع قاعدة بيانات المصارعة على الإنترنت (الإنجليزية)
- كريس وولف على موقع IMDb (الإنجليزية)
- كريس وولف على موقع IMDb (الإنجليزية)